# Tomb Raider I–III Remastered
Tomb Raider I–III Remastered – kompilacja trzech przygodowych gier akcji z serii Tomb Raider:  Tomb Raider (1996), Tomb Raider II (1997) i Tomb Raider III (1998). Kompilację wyprodukowała i wydała firma Aspyr.
Plan wydania kompilacji został ujawniony przez producenta gier Crystal Dynamics i firmę Aspyr Media we wrześniu 2023. Wszystkie trzy gry otrzymały ulepszenia w sterowaniu i oprawie graficznej, zostały wydane 14 lutego 2024 na Windows, PlayStation 4, PlayStation 5, Xbox One, Xbox Series X/S i Nintendo Switch.

## Rozgrywka
Wszystkie gry wchodzące w skład kompilacji posiadają podobne mechaniki. Gracz steruje postacią Lary Croft z perspektywy trzeciej osoby. Podczas  eksploracji obszarów, postać walczy z ludźmi, zwierzętami i supernaturalnymi stworzeniami oraz rozwiązuje zagadki i unika pułapek. Bohaterka może korzystać z pojazdów np. kajak czy samochód terenowy. W trakcie gry gracz ma możliwość przełączania pomiędzy klasyczną oprawą graficzną i wersją poprawioną. Podobnie jest ze sterowaniem, do gry dodano opcjonalny model sterowania przypominający nowsze gry.

## Odbiór
Gra na portalu Metacritic otrzymała „ogólnie pozytywne” recenzje w wersjach na konsole PlayStation 5 i Xbox Series X/S, z kolei na platformach Windows i Nintendo Switch „mieszane lub przeciętne”.
Oprawa graficzna odświeżonej wersji gier zebrała mieszane opinie. Christian Donlan z Eurogamera pochwalił odnowione modele, tekstury i obiekty, które dobrze się wkomponowują w styl wizualny gry. Michael McWhertor ze strony „Polygon” stwierdził, że od strony graficznej ten remaster to „czysta przyjemność”, pisząc że „choć poziomy są nadal zbudowane z ostrych kątów i idealnie równych kostek, Aspyr i Crystal Dynamics ozdobiły grę sympatycznymi efektami wizualnymi, takimi jak śnieg, spływające wodospady i organicznie wyglądająca roślinność”. Sammy Barker z Push Square również pozytywnie wypowiadał się na temat oprawy graficznej, a w szczególności modelu Lary określając go jako „prawdopodobnie największe osiągnięcie”. Z drugiej strony jednak Tiago Manuel z Destructoida uznał, że niektóre modele wrogów „wyglądają głupkowato” i „trochę psują klimat”; natomiast John Walker z Kotaku opisał tekstury jako „gładsze, lecz dość brzydkie”.
Recenzenci negatywnie ocenili sterowanie postacią. Nikodem Idziak z polskiego oddziału Eurogamera docenił dwa tryby sterowania, ale o tym nowo wprowadzonym napisał „Jeśli jednak musimy jednocześnie uważać na przeciwników (...) prawdopodobieństwo upadku i nerwowego powtarzania etapu jest już znacznie wyższe”. Pam Ferdinand zauważyła, że już oryginalne gry miały problem z poruszaniem się postaci po obszarach. Jej zdaniem nowa kompilacja nie naprawia starych błędów, a tylko je uwypukla na tle nowszych gier. Ellie Gibson z redakcji brytyjskiej gazety „The Guardian” napisała, że gry w tej kolekcji wydają się przestarzałe w porównaniu z takimi seriami jak Uncharted czy Assassin’s Creed. Nawigacja wymaga precyzji, a gracz będzie często ginął, jednak ostatecznie satysfakcja z przejścia etapu jest tego warta.